# Gotha Go 150
Gotha Go 150 – niemiecki samolot turystyczny zaprojektowany w Gothaer Waggonfabrik pod koniec lat 30. XX wieku, w późniejszym czasie samolot ten używany był także przez Luftwaffe jako samolot szkolny. Zbudowano dwa prototypy samolotu i dziesięć maszyn seryjnych. W 1939 specjalnie przygotowany Go 150 zdobył rekord wysokości w klasie C3 wznosząc się na wysokość 8048 metrów.

## Historia
Samolot został zaprojektowany pod koniec lat 30. XX wieku jako lekki samolot turystyczny. Głównym projektantem samolotu był Albert Kalkert, w zależności od źródeł został on oblatany w 1936, 1937 lub 1938. Maszyna miała układ dolnopłatu, z chowanym w locie podwoziem o układzie klasycznym, dwumiejscowa kabina pilotów była zamknięta, siedzenia w kabinie ustawione były obok siebie.
Samolot mierzył 7,15 metrów długości i 2,03 metra wysokości, rozpiętość skrzydeł wynosiła 11,8 metrów. Masa własna samolotu wynosiła 535 kilogramów, a masa startowa do 1036 kilogramów. Napęd zapewniały dwa silniki Zündapp Z 9-092 o mocy 50 KM każdy.
Prędkość maksymalna maszyny wynosiła 200 km/h, a prędkość przelotowa 185 km/h. Zasięg wynosił 900 kilometrów, w standardowej wersji produkcyjnej samolot mógł się wzbić na wysokość 4200 metrów.
Go 150 został zaprojektowany w tym samym czasie co bardzo udany dwupłat szkoleniowy Gotha Go 145, ale w odróżnieniu od tego samolotu łącznie zbudowano tylko dwanaście egzemplarzy Go 150 (dwa prototypy i dziesięć modeli produkcyjnych). Wszystkie samoloty miały cywilne rejestracje i były używane do szkolenia pilotów cywilnych i wojskowych. Samoloty tego typu zostały wycofane z użycia na początku lat 40.
W 1939 specjalnie zmodyfikowany egzemplarz Go 150 został użyty do ustanowienia rekordu wysokości Międzynarodowej Federacji Lotniczej w klasie C3 (samolot, pojemność silnika pomiędzy dwa a cztery litry). W pierwszych trzech próbnych lotach samolot wzbił się kolejno na 7100, 7500 i 7700 metrów, rekord został pobity w oficjalnej próbie która odbyła się 5 lipca 1939 kiedy to samolot wzbił się na wysokość 8048 metrów.